# Torna a settembre
Torna a settembre (Come September) è una commedia romantica del 1961 diretta da Robert Mulligan.
Per questo film Rock Hudson e Gina Lollobrigida si aggiudicarono l'Henrietta Award come miglior attore e miglior attrice.

## Trama
Robert L. Talbot, ricchissimo imprenditore americano, è solito tornare ogni settembre nella propria villa a Santa Margherita Ligure, per le vacanze. Questa volta però decide di arrivare in luglio, scoprendo che il maggiordomo Maurice, negli undici mesi d'assenza del proprietario, usa la villa come albergo (battezzato "La Dolce Vista"). L'arrivo è inatteso anche perché il telegramma inviato da Robert per annunciarsi viene consegnato quando lui è già lì e sta discutendo con Maurice: questi infatti, non riesce a far sparire in tempo tutte le insegne dell'hotel, e men che meno le sei ragazze americane ospiti con una accompagnatrice, signora Margaret. Talbot ordina di trovar loro un'altra sistemazione, ma il maggiordomo lo convince ad attendere l'indomani. Nel frattempo, da Roma, è giunta alla villa anche Lisa, la fidanzata italiana, che a insaputa dell'americano si stava preparando a sposare Spencer, un inglese distinto e più affidabile di Robert. Matrimonio mandato all'aria dopo una convincente telefonata fra Robert stesso e Lisa. 
L'indomani giungono in "albergo" anche quattro ragazzi americani che avevano prenotato ignari; Robert, che il giorno precedente aveva avuto con loro un diverbio automobilistico, li caccia senza esitazione ma loro, dopo aver incontrato le ragazze, decidono di accamparsi appena fuori dalla villa per poterle corteggiare. 
Proprio mentre le giovani stanno per lasciare la villa, Margaret si infortuna cadendo sul tappo partito dalla bottiglia di champagne con cui  Robert voleva festeggiare la "liberazione" di casa propria, e finisce all'ospedale. L'uomo a questo punto non può più mandare via le giovani, e sentendosi responsabile per loro cerca di difenderle dai corteggiamenti dei quattro accampati. Robert così, insieme a Lisa, accompagna ragazze e ragazzi dovunque, in gita in Lambretta poi in un locale a ballare. I ragazzi, che hanno le mani legate con lui sempre presente, faranno di tutto per liberarsene con sotterfugi e inganni, ma saranno sempre battuti dallo scaltro imprenditore. Però quando Sandy, la più carina e sveglia delle sei americane, riferisce a Lisa i consigli ricevuti da Robert sui rapporti uomo-donna, l'italiana si arrabbia, e offesa decide di lasciare il fidanzato, e tornare a Roma per sposare Spencer. 
Infatti, quando l'accompagnatrice delle ragazze si ristabilisce dall'incidente e la comitiva può infine ripartire, Lisa si unisce al gruppo; in modo rocambolesco Robert la insegue per farle cambiare idea, ma senza successo. Pertanto, finita la relazione, decide di licenziare definitivamente Maurice, vendere la villa e andare via dall'Italia per non tornarci mai più. 
Nel frattempo però Lisa capisce di aver fatto un errore a lasciare Robert e lo raggiunge alla stazione Termini per fermarlo, ma lui non ne vuole sapere; solo un simpatico imbroglio riuscirà a dissuaderlo dal partire e a convincerlo a sposarla.
I due, finalmente con la fede al dito, tornano alla villa dove trovano Maurice, mai licenziato e nel frattempo fidanzato con Margaret, a gestire di nuovo l'albergo "La Dolce Vista"...

## Produzione
Il film è il primo prodotto dalla "7 Pictures Corporation", la casa di produzione co-fondata da Rock Hudson, che era il socio di maggioranza relativa: gli esterni furono girati interamente in Italia, e a causa di alcune avversità meteorologiche, furono necessari quasi 12 mesi.
Le scene iniziali, quando la Rolls Roice del protagonista viene scaricata da un cargo aziendale all'aeroporto di Malpensa e portata in centro a Milano, mostrano vari luoghi della città: mentre scorrono i titoli di testa si vedono infatti il Cimitero monumentale, l'Arco della Pace, l'ingresso della Fiera, il duomo, fino al Grattacielo Pirelli, quartier generale del personaggio di Hudson; poi il Lago Albano (Roma), a Ostia Antica (Roma), ma soprattutto la Riviera di Levante, con Portofino, Santa Margherita Ligure (Genova) e le Cinque Terre (La Spezia; Hudson mentre guida diretto alla villa) e scorci della Capitale, come piazza Navona e la fontana del Gianicolo; le scene interne invece vennero realizzate negli Universal Studios, al 100 di Universal City Plaza, a Universal City (California, USA).
Bobby Darin e Sandra Dee si conobbero e si innamorarono durante le riprese di questo film; si sposarono poco dopo, il 1º dicembre 1960 (divorziarono nel 1967).
Fu il primo film proiettato su voli transcontinentali e intercontinentali.

## Cast
Definite le due star per la coppia protagonista, le parti dei coprotagonisti vennero affidate a intepreti di consolidate bravura e fama: nel ruolo centrale del maggiordomo Walter Slezak, attore d'origine austriaca che fin lì aveva girato oltre quaranta film, attivo dai tempi del muto e interprete hitchcockiano; la giovanissima ma già famosa Sandra Dee, lanciata tre anni prima da Scandalo al sole, nei panni di Sandy; il quasi esordiente al cinema, ma affermato cantante e musicista Bobby Darin, autore anche di due brani portanti della colonna sonora; per la figura dell'arcigna accompagnatrice Brenda De Banzie, anche lei attrice di Hitchcock (è la sequestratrice pentita di L'uomo che sapeva troppo).
Fra le presenze italiane, oltre ai già navigati Pietro De Vico e Giacomo Furia che intepretano la coppia di Carabinieri, Anna Maestri e una giovanissima Milena Vukotic, nell'anno del suo esordio sul grande schermo, sono le due donne di servizio.

## Citazioni
Nella versione italiana, il personaggio della Lollobrigida si chiama Lisa Bellini, ma in quella originale in realtà il cognome è Fellini, come il regista riminese, del quale all'epoca delle riprese era già uscito in Italia e in Europa, con enorme clamore, il capolavoro La dolce vita. E a proposito di questo film, da notare che il nome dell'albergo è "La dolce vista" con ovvio riferimento al film.
Molto evocative anche la sequenza con Hudson e la Lollobrigida in lambretta, a pochi anni dalla celeberrima scena in vespa della coppia Peck-Hepburn in Vacanze romane.
A sua volta anche Torna a settembre è stato citato: nel film biografico Beyond the Sea, che raccontando la vita di Bobby Darin e in particolare la sua storia d'amore con Sandra Dee, ne ricostruisce l'inizio, avvenuto appunto durante le riprese di questa pellicola.

## Distribuzione
Il film venne distribuito nelle sale cinematografiche statunitensi dalla Universal Pictures il 9 agosto 1961; venne trasmesso in televisione per la prima volta dalla NBC TV nel 1966.
In Italia venne distribuito al cinema nel dicembre 1961.

## Premi e Riconoscimenti
- 1962 - Golden Globe
  - Miglior attore debuttante a Bobby Darin[5]
- 1961 - Henrietta Award
  - Miglior attore a Rock Hudson
  - Miglior attrice a Gina Lollobrigida